# هيروهيتو شينوهارا
هيروهيتو شينوهارا (باليابانية: 篠原 宏仁) (مواليد 30 نوفمبر 1993)، هو لاعب كرة قدم كان يلعب كلاعب وسط.

## وصلات خارجية
- هيروهيتو شينوهارا على موقع رابطة كرة القدم اليابانية للمحترفين (اليابانية)
- هيروهيتو شينوهارا على موقع Soccerway.com (الإنجليزية)
- هيروهيتو شينوهارا على موقع عالم كرة القدم.نت (الإنجليزية)